# Congosto (León)
Congosto es un municipio y villa española de la provincia de León, en la comunidad autónoma de Castilla y León. Se encuentra en la comarca de El Bierzo. Pertenece al partido judicial de Ponferrada, ubicándose al NE de la cabeza de partido. Cuenta con una población de 1425 habitantes (INE 2024). Es uno de los municipios bercianos que son bilingües, hablándose leonés en el mismo.

## Geografía
Está integrado en la comarca de El Bierzo, concretamente en el valle del Boeza, situándose a 110 kilómetros de la capital provincial. El término municipal está atravesado por la antigua carretera N-VI y la Autovía del Noroeste entre los pK 375 y 382.
El relieve del municipio es variado. Por el norte es más elevado, donde se extienden las Peñas de la Riestra, que alcanzan los 1120 metros en el pico de Los Navallos. En otra peña elevada cercana al pueblo se encuentra el santuario de la Virgen de la Peña a 872 metros de altitud. Por el sur discurre el río Boeza, que abandona el territorio a 550 metros de altitud. Al oeste se encuentra el embalse de Bárcena, que represa las aguas del río Sil antes de pasar a Ponferrada. El pueblo se alza a 692 metros sobre el nivel del mar. 
| Noroeste: Toreno                     | Norte: Toreno   | Noreste: Bembibre             |
| Oeste: Cubillos del Sil y Ponferrada |                 | Este: Bembibre y Castropodame |
| Suroeste: Ponferrada                 | Sur: Molinaseca | Sureste: Castropodame         |

## Historia
Los primeros vestigios de poblamiento humano en el municipio datarían de época astur y romana, destacando los castros de las Murielas y de las Melendreras, así como los miliarios romanos de Almázcara. En este sentido, hay autores que consideran que el Castro de las Murielas podría corresponderse con la antigua ciudad de Interamnium Flavium descrita en las fuentes romanas.
Por otro lado, por Congosto pasaba la Vía Nova, calzada romana reflejada en el Itinerario de Antonino con el número XVIII, utilizada principalmente para el traslado de las tropas y bienes, continuando hacia Cubillos del Sil por el puente anegado por el embalse de Bárcena, dando servicio, a través de diferentes desviaciones o ramales, a la explotación de la minería del oro, ampliamente extendida en El Bierzo.
No obstante, la fundación de Congosto y del resto de las localidades del municipio se dataría en la Edad Media, cuando se integraron en el reino de León, en cuyo seno se habría acometido su fundación o repoblación. Así, el origen de la localidad de San Miguel de las Dueñas vendría enlazado a la creación de su monasterio en el siglo X, fundado entre los años 970 y 980 por el conde Luna, Gonzalo Bermúdez, favorito del rey Ramiro III de León, instalándose una comunidad de monjas benedictinas sujetas a los Abades del Monasterio de Santa María de Carracedo, adoptando la regla Cisterciense.
Ya en la Edad Contemporánea, en 1821 Congosto fue una de las localidades que pasó a formar parte de la provincia de Villafranca, si bien al perder ésta su estatus provincial al finalizar el Trienio Liberal, en la división de 1833 Congosto quedó adscrito a la provincia de León, dentro de la Región Leonesa.
En el siglo XX, el municipio tuvo un auge económico y demográfico, gracias al descubrimiento y explotación de las minas de hierro del denominado Coto Vivaldi en San Miguel de las Dueñas, que fueron explotadas por la empresa MSP (Minero Siderúrgica de Ponferrada) desde 1960.

## Demografía
Cuenta con una población de 1425 habitantes (INE 2024).
| Gráfica de evolución demográfica de Congosto entre 1842 y 2021                                                        |
| |
| Población de derecho según los censos de población del INE. Población de hecho según los censos de población del INE. |

### Núcleos de población
El municipio se divide en cuatro núcleos de población, que poseían la siguiente población en 2017 según el INE.
| Núcleo de población      | Población |
| ------------------------ | --------- |
| San Miguel de las Dueñas | 656       |
| Almázcara                | 581       |
| Congosto                 | 253       |
| Cobrana                  | 64        |

## Cultura

### Patrimonio

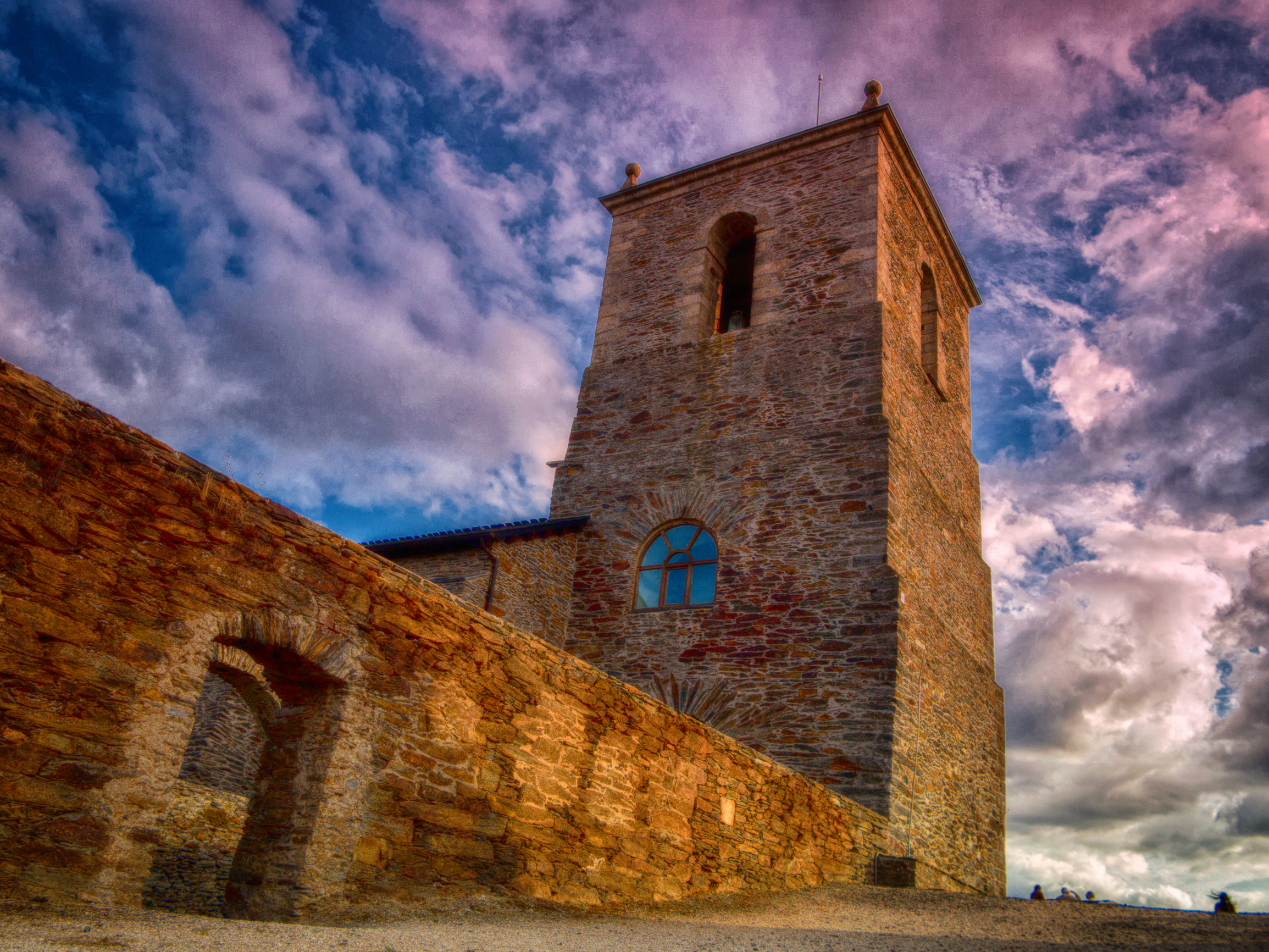
Imagen del Santuario de la Virgen de la Peña

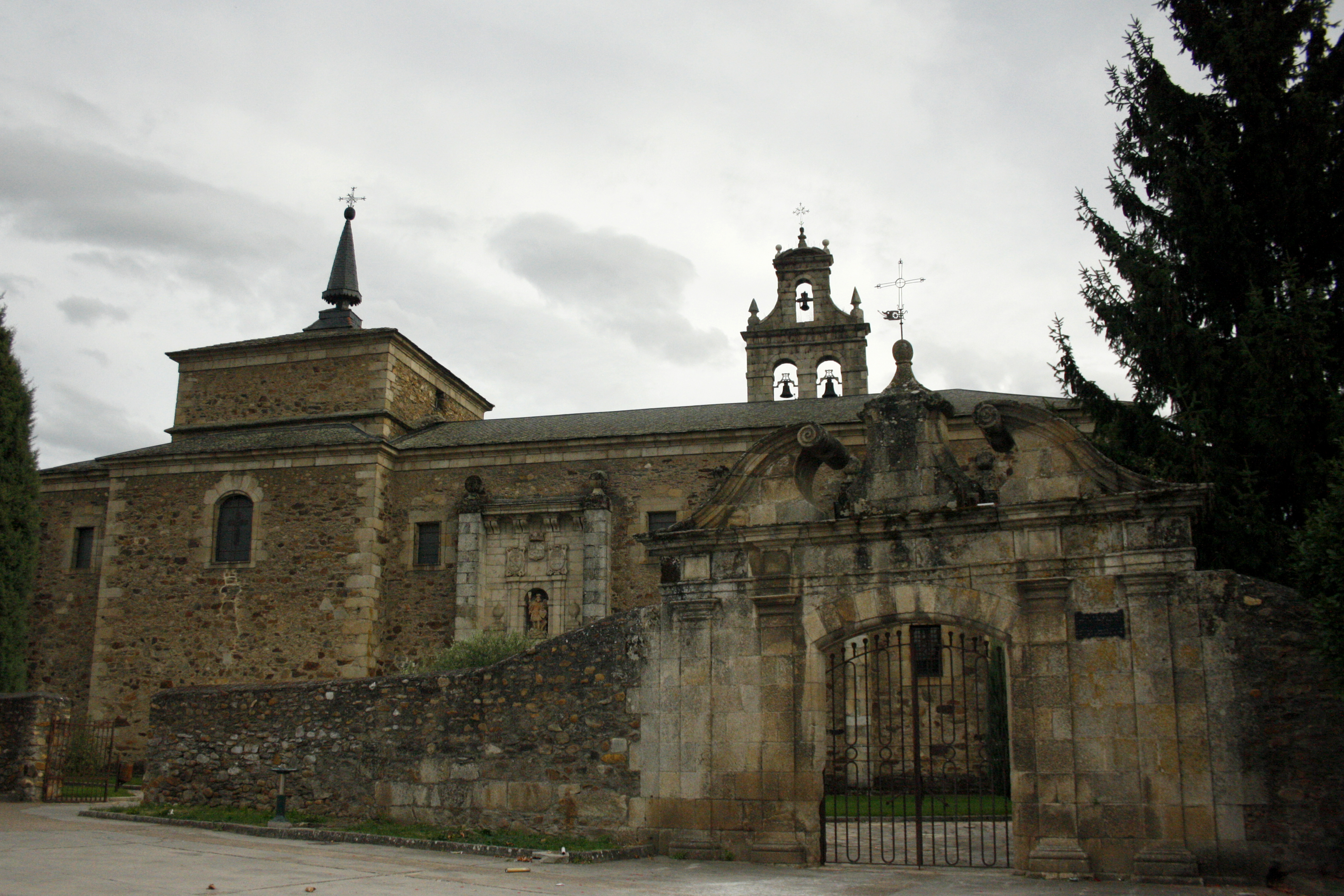
Monasterio de San Miguel de las Dueñas

- Santuario Virgen de la Peña. Sus orígenes son del siglo XIII, cuando se construyó una pequeña ermita. Este templo se fue ampliando, principalmente por el paso del Camino de Santiago por este lugar en aquella época.Tras un periodo de auge, entre los siglos XIV al XVIII, albergando incluso un convento, llegó un tiempo de decadencia con la entrada de las tropas de Napoleón, y más tarde, en 1936, acabó siendo destruido por el fuego. Rápidamente el pueblo mostró interés por reconstruir el santuario, pero hubo que esperar hasta 1957, cuando la familia alemana Honingman-Bayer ayudó a que la reconstrucción fuese una realidad.
- Monasterio de San Miguel de las Dueñas. Su origen se remonta al siglo X, si bien la mayor parte de su estructura actual pertenece a los siglos XVII y XVIII.
- Castro de las Murielas.
- Castro de las Melendreras.
- Iglesia de Almázcara. Construida en el siglo XVIII.
- Miliarios romanos de Almázcara. Se tarta de dos miliarios de época romana encontrados en el castro de las Murielas, actualmente ubicados en el exterior de la iglesia de Almázcara.
- Ermita de Almázcara.
- Iglesia de Cobrana. Dedicada a Santa María Magdalena, fue erigida en los siglos XVII-XVIII.
- Ruinas del palacio del Vizconde de Quintanilla y Flórez, en Cobrana.

### Rutas jacobeas

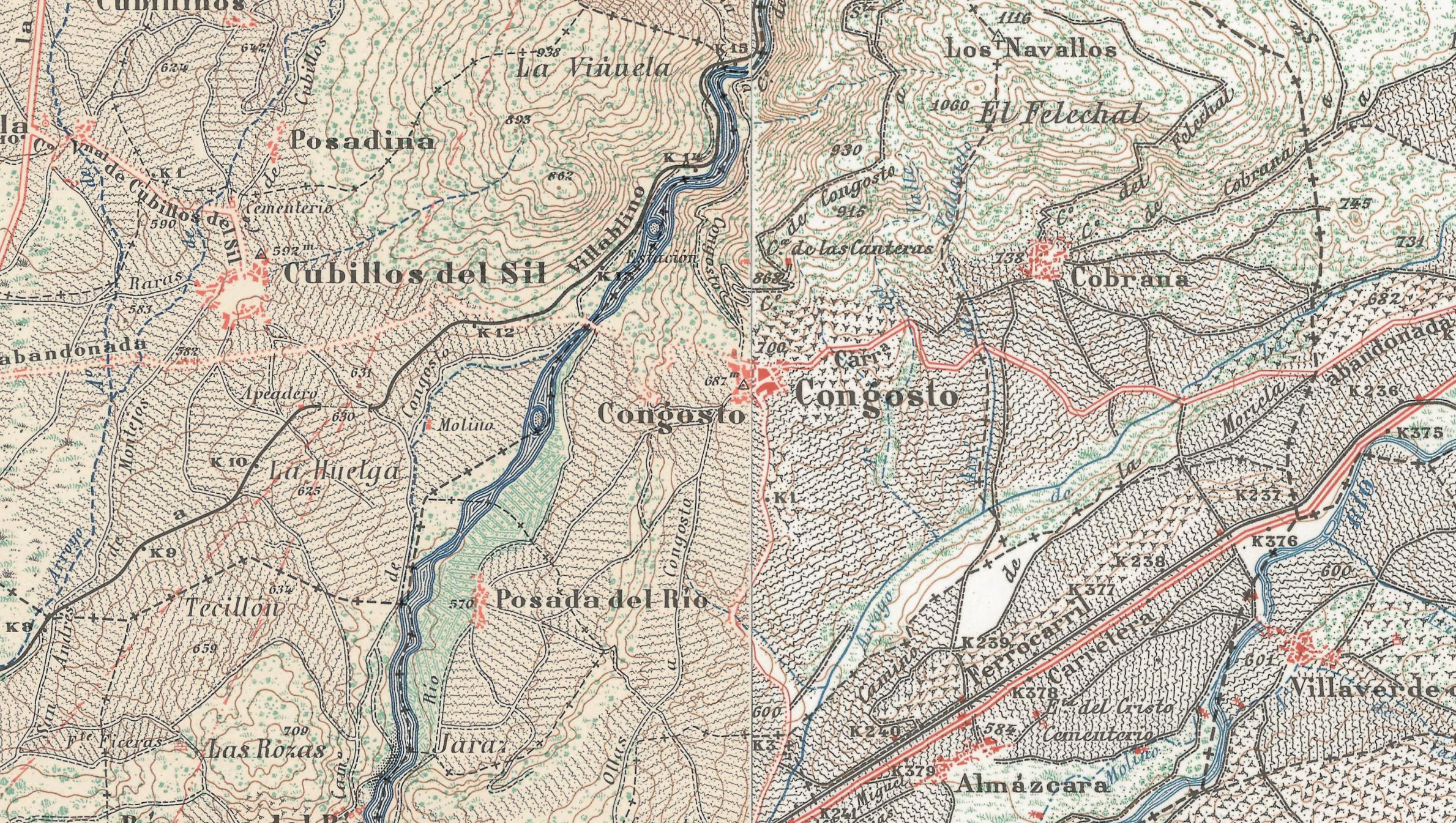
Puente del Camino Real de Carlos III, entre Congosto y Cubillos del Sil, en MTN50 de 1934.

Congosto forma parte de la ruta jacobea Camino de Manzanal, así como del Camino Olvidado, una circunstancia que denota la importancia que este emplazamiento ha tenido a lo largo de la historia, con su inclusión en las vías de tránsito, ya desde épocas romanas,[cita requerida] situándose en la margen izquierda de río Sil, sobre el que existirá un puente que lo unirá con Cubillos del Sil, hasta ser anegado por el embalse de Bárcena y no ser restituido.
Esta circunstancia obliga al tránsito sobre la represa situada en la  cerrada en que se que conforma el embalse de Bárcena, pudiendo optarse por un itinerario alternativo que se puede seguir, entre Congosto y Cubillos del Sil, dirigiéndose hacia Santa Marina del Sil y cruzado el inicio del embalse por un puente de la antigua línea ferroviaria Ponferrada-Villablino, continuando por las vías de este trazado y atravesando 3 túneles, para llegar a las puertas de Cubillos bordeando el pantano por el norte, con un total de unos 23 kilómetros.[cita requerida]

### Fiestas
El municipio celebra varias fiestas a lo largo del año. Así, Congosto celebra las festividades de Nuestra Señora de la Peña (28 de mayo) y San Julián (7 de enero). San Miguel de las Dueñas celebra San Miguel Arcángel (29 de septiembre) y San Bernardo (20 de agosto). Almázcara festeja la Santa Cruz (primer domingo de mayo) y San Esteban (26 de diciembre), mientras que Cobrana celebra La Magdalerna (último domingo de julio) y Santo Tirso (29 de enero).